# Огродзенец (гмина)
Огродзенец (пол. Ogrodzieniec) — городско-сельская гмина (волость) в Польше, входит как административная единица в Заверценский повет, Силезское воеводство. Население — 9563 человека (на 2004 год).

## Демография
| Перепись                       | Всего   | Всего | Женщины | Женщины | Мужчины | Мужчины |
| ------------------------------ | ------- | ----- | ------- | ------- | ------- | ------- |
| Единицы                        | человек | %     | человек | %       | человек | %       |
| Население                      | 9563    | 100   | 4914    | 51,4    | 4649    | 48,6    |
| Плотность населения (чел./км²) | 111,6   | 111,6 | 57,3    | 57,3    | 54,3    | 54,3    |

## Сельские округа
1. Фугасувка
2. Гебло
3. Гебло-Колёня
4. Гульзув
5. Келковице
6. Мокрус
7. Подзамче
8. Рычув
9. Рычув-Колёня
10. Желязко

## Достопримечательности
- Крепость Бирув
- Замок Огродзенец

## Соседние гмины
1. Гмина Ключе
2. Гмина Крочице
3. Гмина Лазы
4. Гмина Пилица
5. Заверце